# ناگش
ناگش (انگلیسی: Nagesh; ۲۷ سپتامبر ۱۹۳۳
– ۳۱ ژانویهٔ ۲۰۰۹) هنرپیشه اهل هند بود.
از فیلم‌ها یا برنامه‌های تلویزیونی که وی در آن نقش داشته‌است می‌توان به آوی شانموگی اشاره کرد. وی در سال ۱۹۹۴ برنده جایزه ملی فیلم بهترین بازیگر نقش مکمل مرد شده‌است.

## فیلم‌شناسی
فهرست برخی از فیلم‌هایی که ناگش در آنها به ایفای نقش پرداخته‌است:
- آوی شانموگی
- ملودی نادر
- فردا مال ماست
- فرمانده
- یک مرد در هزار نفر
- مادر ولانکانی
- جهانگرد جوان
- بیا، عشق من
- برادران بی‌نظیر
- ده زندگی
- کودک و خدا
- رعد و برق
- چرا به دنیا آمدم
- یکی از ما
- در دامان مادر
- رهبر
- معدن طلا
- مزرعه‌دار
- چهره آرزو
- هزار روپیه
- آتشفشان
- هدیه
- صندوق پستی ۵۲۰